# Kennard (Texas)
Kennard es una ciudad ubicada en el condado de Houston en el estado estadounidense de Texas. En el Censo de 2010 tenía una población de 337 habitantes y una densidad poblacional de 100,32 personas por km².

## Geografía
Kennard se encuentra ubicada en las coordenadas 31°21′27″N 95°11′7″O / 31.35750, -95.18528. Según la Oficina del Censo de los Estados Unidos, Kennard tiene una superficie total de 3.36 km², de la cual 3.36 km² corresponden a tierra firme y (0%) 0 km² es agua.

## Demografía
Según el censo de 2010, había 337 personas residiendo en Kennard. La densidad de población era de 100,32 hab./km². De los 337 habitantes, Kennard estaba compuesto por el 72.7% blancos, el 24.93% eran afroamericanos, el 0.59% eran amerindios, el 0% eran asiáticos, el 0% eran isleños del Pacífico, el 0% eran de otras razas y el 1.78% pertenecían a dos o más razas. Del total de la población el 5.93% eran hispanos o latinos de cualquier raza.